# Carlo Avarna di Gualtieri
Le duc Carlo Avarna di Gualtieri, né en 1757 à Palerme et mort le 18 mai 1836 à Naples, est un homme politique napolitain, premier ministre du royaume des Deux-Siciles.

## Biographie

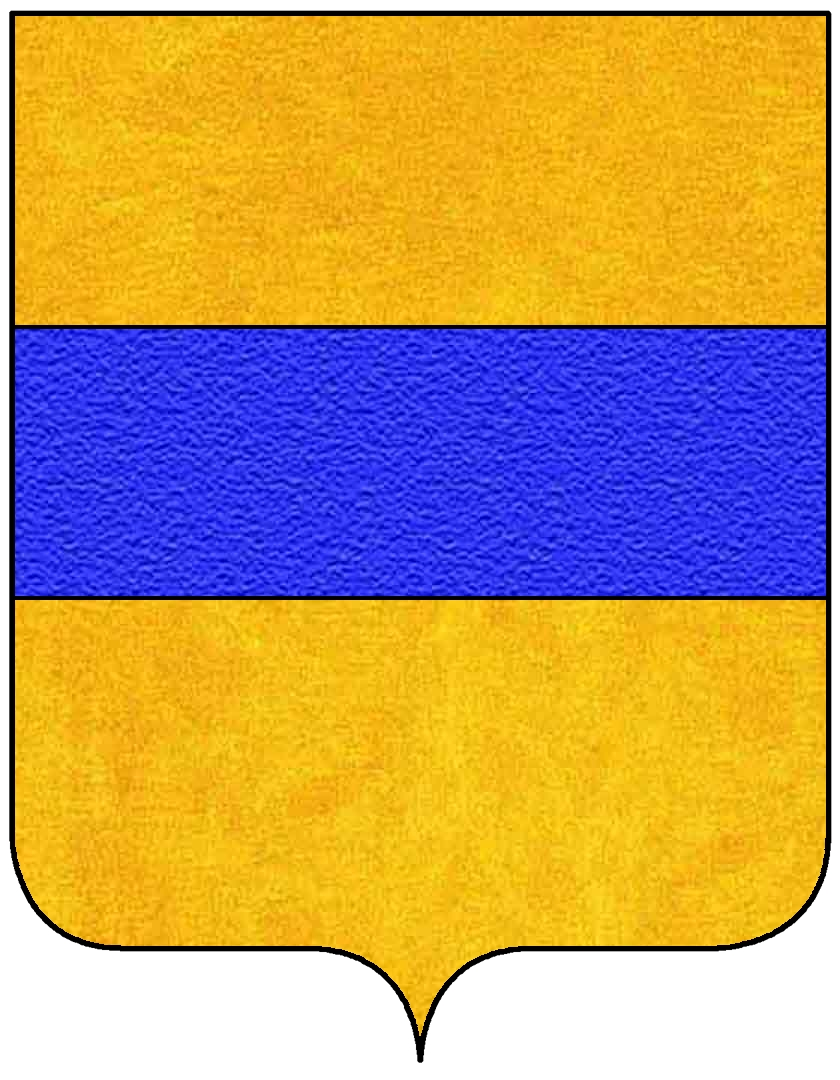
Blason des Avarna.

Carlo nait dans une famille aristocratique sicilienne, les Avarna (anciennement Guarna), qui descend de la dynastie des Hauteville qui avait régné sur la Sicile aux XIe et XIIe siècles. Il hérite par conséquent des titres de duc de Gualtieri, marquis de Castania et baron de Sicaminò Grappida.
Il devient fonctionnaire du royaume de Sicile lorsque le roi Ferdinand III s'établit à Palerme après avoir fui la ville de Naples, prise par les troupes napoléoniennes de Joseph Bonaparte. Le 26 octobre 1800, Carlo Avarna est nommé ministre de l'Entreprise royale de Messine avant de devenir, le 4 juillet 1810, le conservateur général du Patrimoine royal (équivalent de l'ancienne charge de trésorier) où il s'occupe des finances du royaume.
Lorsque le roi promulgue, sous la pression des nobles siciliens et de l'anglais William Bentinck, une constitution en 1812, Carlo Avarna reste fidèle au roi et prend parti contre le reste de la noblesse sicilienne séparatiste et principalement contre l'économiste et historien Nicolò Palmieri. Il s'éloigne par conséquent du gouvernement libéral dirigé par le prince Giuseppe Ventimiglia et surveillé de près par Bentinck. De février 1813, avec le retour de Ferdinand III au pouvoir, et jusqu'en 1815, Carlo Avarna est nommé ministre de l'Intérieur en récompense de sa loyauté. Avec la naissance du royaume des Deux-Siciles, il devient ministre des Affaires siciliennes en 1820 puis, en 1831, premier ministre (c'est-à-dire président du Conseil des ministres du royaume) en précédant Giuseppe Ceva Grimaldi Pisanelli (lui-même remplacé par Nicola Maresca Donnorso). Il garde ce poste jusqu'à sa mort en 1836.

## Distinction
Chevalier de l'Ordre de Saint-Janvier.

## Crédits de traduction
- (it) Cet article est partiellement ou en totalité issu de l’article de Wikipédia en italien intitulé « Carlo Avarna di Gualtieri » (voir la liste des auteurs).